# Appendiculella acaenae
Appendiculella acaenae är en svampart som beskrevs av Hansf. 1955. Appendiculella acaenae ingår i släktet Appendiculella och familjen Meliolaceae.   Inga underarter finns listade i Catalogue of Life.